# 신혜지 (사진가)
신혜지(독일어: Heji Shin, 1976년 ~ )는 한국계 독일인 사진가이다. 주로 사람과 동물을 도발적이고 종종 노골적으로 성적으로 묘사하는 예술, 패션 초상화로 유명하며, 뉴욕 타임스는 그녀를 "2019년 가장 큰 성공을 거둔 스타" 중 한 명으로 선정했다.